# سليمان بن جبيرول

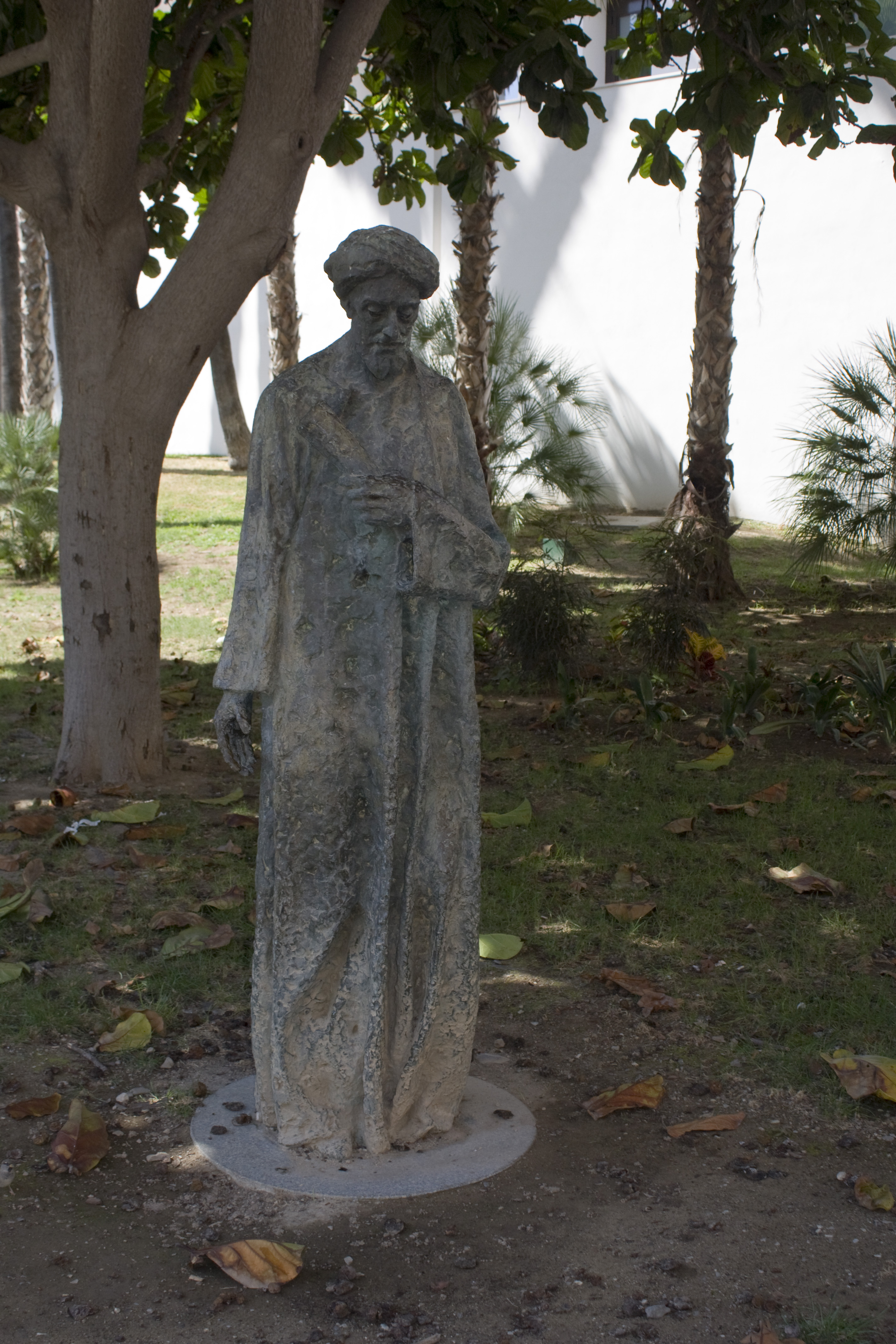
تمثال للشاعر الفيلسوف ابن جبيرول، بمدينة ملقة.

أبي أيوب سليمان بن يحيي بن جبيرول (بالعبرية: שלמה בן יהודה אבן גבירול شلومو بن يهودا بن جبيرول) (ولد في 1021م، مالقة - توفي في 1058م، بلنسية) شاعر وفيلسوف يهودي أندلسي. كان أديبًا يدخل مجالس الأمراء وكبراء البلد، ليمدحهم من شعره فيجزلون له العطاء.

## مسيرته
وُلد مالقة في الأندلس، وأصله من قرطبة، حيث يلقبه ابن عزرا وبن زقوطة «بالقرطبي»، لأن أسرته نزحت من مالقة إلى قرطبة في العام 1013م، بسبب الفتنة التي أنهت الخلافة في قرطبة. ونزحت عائلته إلى سرقسطة، بسبب المشاكل الاقتصادية التي خلفتها الفتنة في ملوك الطوائف جنوبا، واختيار مملكة سرقسطة كونها الأكثر ازدهارا حينها، في عهد سلطة المنذر الثاني، وكانت من ألمع فتراتها، حيث حضي المثقفون اليهود والمسلمون برعاية الملك. ورافق والده وهو صغير في هذه الهجرة، لحقهم تدريجيا باقي أفراد الأسرة. وهو صغير بدأت تلوح في الأفق صحته الهشة التي سترافقه طوال حياته. واتجهت الأمور إلى أسوأ، حيث توفي والده بعد بضعة أشهر فقط من انتقالهم إلى سرقسطة، وقد عبر عن الحزن العميق الذي لحقه في العديد من قصائده. وهناك تعرَّف إلى رئيس الجماعة اليهودية في المدينة الذي قُتل عام 1039. ثم اتجه ابن جبيرول إلى غرناطة ملتجئاً إلى ابن نغريلة وانضم إلى حاشيته.
ويوصف ابن جبيرول على أن شكله كان قبيحاً معتل الجسم، وقد ذكرها بنفسه في أحد كتبه، لكن النقاد يعتبرون أنه لا ينبغي تفسير القصيدة بشكل حرفي.

## فكره
امتنع جبيرول عن أن يقتبس من العهد القديم، في أحد أهم كتبه «مقور حايم» الذي تميَّز بخلوه من أي إشارة إلى اليهودية. ولذا كان البعض يتصور أن مؤلفاته من تأليف فلاسفة وفقهاء مسلمين. وكان هذا البعد عن القومية هو الذي جعل الكتاب بغيضاً لأحبار اليهود، كما جعله في ترجمته اللاتينية المسماة «منبع الحياة Fous Vitae» عظيم الأثر في العالم المسيحي. وقد قبل ابن جبيرول في هذا الكتاب أصول الأفلاطونية المحدثة التي تسري في الفلسفة الإسلامية كلها، ولكنه فرض على هذه الأصول الفلسفية مبدأ الاختيار الذي يؤكد عمل الإرادة عند الله والإنسان. ومن أفكار كتاب ابن جبيرول «علينا أن نفترض وجود الله بوصفه الهيولي الأول، والجوهر الأول، والإرادة الأولى إذا شئنا أن نفهم وجود الحركة في أي شيء على الإطلاق، ولكننا لا نستطيع قط معرفة صفات الله. ولم يخلق الله الكون في زمان معين، بل هو ينساب في فيض متصل متدرج من ذات الله. وكل شيء في الكون، ماعدا الله وحده يتكون من مادة وصورة، وهما تظهران مجتمعتين على الدوام، ولا يمكن فصل إحداهما عن الأخرى إلا في الفكر وحده»

## مؤلفاته
كتب ابن جبيرول أعماله الفلسفية بالعربية، ثم تُرجمت هذه الأعمال إلى العبرية فيما بعد ومنها إلى اللاتينية حيث تركت أثراً في الفكر المسيحي. ونَظَم عدة قصائد عبرية على نظام الموشحات، كما نظم قصيدة تتناول النحو العبري على غرار ألفية ابن مالك، وكتب المدائح في أولياء نعمته. وتعالج قصائده الدنيوية موضوعات مثل الحب والخمريات ووصف الطبيعة والشكوى من الزمان والعالم. أما قصائده الدينية، فتعالج الموضوعات اليهودية التقليدية مثل البكاء من أجل صهيون. وتم جمع أشعاره ونشرها عام 1924.

## روابط خارجية
- سليمان بن جبيرول على موقع الموسوعة البريطانية (الإنجليزية)
- سليمان بن جبيرول على موقع ميوزك برينز (الإنجليزية)
- سليمان بن جبيرول على موقع ديسكوغز (الإنجليزية)